# Bionoblatta diabolus
Bionoblatta diabolus är en kackerlacksart som först beskrevs av Henri Saussure 1864.  Bionoblatta diabolus ingår i släktet Bionoblatta och familjen jättekackerlackor. Inga underarter finns listade.